# Thoát ế chưa em
Thoát ế chưa em (tên gốc tiếng Thái: ซิงเกิลเลดี้ เพราะเคยมีแฟน, còn được biết rộng rãi tại thị trường quốc tế với tên tiếng Anh: Single Lady) là một bộ phim hài hước Thái Lan năm 2015 do đạo diễn Thanakorn Pongsuwan và hãng Transformation Films phát hành. Phim có sự tham gia của Patcharapa Chaichua, Arak Amornsupasiri.

## Nội dung
Bright (Aum) một biên tập viên thành công, cô là một người nổi tiếng được lượng fan khủng trên mạng xã hội Facebook. Nhờ sự nổi tiếng với lối sống đơn giản không màu mè nên cô còn là biểu tượng của những phụ nữ độc thân. Tuy nhiên, cô lại nhân được cảnh báo của một người thầy bói về những rắc rối mà cô sẽ gặp phải với những mối quan hệ tình cảm của mình… Liệu cô gái xinh đẹp sẽ làm gì để có thể thoát được cuộc sống độc thân.

## Diễn viên
- Patcharapa Chaichua vai Bright
- Arak Amornsupasiri vai Khem
- Navin Yavapolkul vai Ken
- Ravit Terdwong vai Tee
- Ekkachai Euasangkomsert vai Polly
- Paopol Thephasdin vai Lib
- Kohtee Aramboy vai Jack

## Ca khúc nhạc phim
- คนที่ตามหา / Kon Tee Dtahm Hah (The Person I’ve Been Searching For) - ETC.
- ไม่เคยเปลี่ยน / Mai Koey Bplian (Never Changing) - Praow